# Teufelsberg Produktion

Die Ur-Teufelsberger

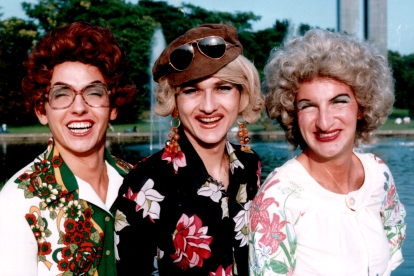
Teufelsberger 1992

Die Teufelsberg Produktion (oder: Teufelsberger) war eine Comedy- und Kabarett-Gruppe aus Berlin um Entertainer Ades Zabel. Zu den wichtigsten Mitgliedern gehörten im Verlauf der Jahre: Bob Schneider, Petra Krause, Olaf Wriedt, Vivien Wilm, Thomas M. Goerke, Achim Staude, Stephan Bachtejeff, Ogar Grafe, Barbara Hamer-Hänsch und Hermoine Zittlau (alias Hermoine Matschuka Deragana).
Die 1980 entstandene Formation machte sich zunächst mit Underground-Filmen einen Namen (Einladung zur documenta 8, 1987). Ihr dreiteiliger Spielfilm Drei Drachen vom Grill (mit Tom Tykwer als Kameraassistent im ersten Teil) war eine Persiflage auf die Vorabend-Serie Drei Damen vom Grill. Er wurde auf mehreren Festivals gezeigt (u. a. beim Gay & Lesbian Film Festival von London).
Ab 1987 gingen die Teufelsberger deutschlandweit auf Tournee. Als Gaststars waren dabei unter anderem Désirée Nick, Cora Frost, Gert Thumser, Biggy van Blond zu sehen.
Im Winter 2003 hatte die Show Edith Schröder Superstar Premiere, es folgten Aufführungen in Berlin (am BKA-Theater) und Hamburg (Schmidt-Theater). Ades Zabel und Bob Schneider spielten Hauptrollen in der Spielfilmproduktion 18.15 ab Ostkreuz, einer Miss-Marple-Parodie, die 2006 bei den Berliner Filmfestspielen ihre Premiere erlebte und im April 2006 in die deutschen Kinos kam.

## Filmografie
- 1980–1981: Sinnfilm

Aus Drei Drachen vom Grill: Dritte Zähne

- 1981: Edith Schröder – eine deutsche Hausfrau
- 1981: Glück auf Raten
- 1982: Sinn Sinn II Film
- 1982: Ropotow im Kampf gegen Terragoercs
- 1983: Ropotow und die unendlichen Welten
- 1984: Die Wunderheilerinnen
- 1984: Zyklopenuschi
- 1983/1985: Bei uns in Hoena
- 1985: Ropotow – Die Rückkehr zur Erde
- 1986: Episode in Jesus – Der Film
- 1986: Der letzte Film
- 1987: Drei Drachen vom Grill, Folge 750 Färbers geben nicht auf
- 1988: Bon Appetit
- 1990: Drei Drachen vom Grill, Folge 751 Der Durchbruch
- 1991–1992: Drei Drachen vom Grill, Folge 752 Dritte Zähne

## Bühnenprogramme
- 1987: Grabe mal nach Rosenthal

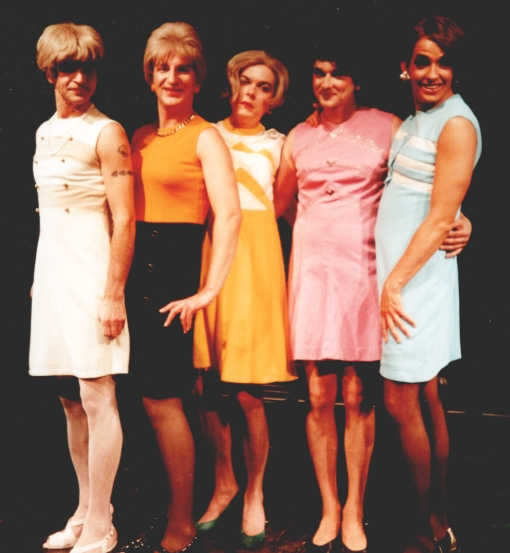
Aus der Show Blusen im Sommerloch

- 1988: Weihnachtswirbel mit Maria und Joseph
- 1988: Transen im Transit über'n Transit
- 1988: Der große Preis
- 1989: Langer Samstag oder 389 bitte Hörer auflegen...
- 1990: 10 Jahre Teufelsberg Produktion (Jubiläumsspektakel)
- 1990: Kaugummi im Haar
- 1991/1992: Der große Preis (Wiederaufnahme)
- 1991: Dicke Eier
- 1992: Die Wurst ist heiß
- 1992/1993: Edith & Hotte in The Big Kiss
- 1993/1994: Edith & Hotte in Muttis Rache
- 1994: Travestiezauber
- 1994: Edith & Hotte sind Bar jeder Vernunft
- 1994: Babsi statt Böller – Permanent Silvester
- 1994: Edith & Hotte – Ein Lied für Uwe
- 1994: Bratenshow – Der schnelle Abend in der Bahnhofsmission
- 1995: In Juttas Stübl am Dietmarsee
- 1995: Edith & Hotte – Der Film und andere Storys
- 1995: Edith & Jutta – Sturmfreie Bude (SFB)
- 1995: Edith & Hotte – Wenn Uschi 2x klingelt
- 1995: Edith & Hotte – Heim und Welt
- 1995: Edith & Hotte – Dicke Eier
- 1995: Blusen im Sommerloch
- 1995: Ades Zabel: Ich bin Euch allen ja so dankbar (Soloshow)
- 1995: Olaf Wriedt: Hotte – Von Edith verlassen (Soloshow)
- 1995: Gänsehaut – Wir heizen ein! 15 Jahre Teufelsberg-Produktion
- 1997: Croco Diabolo
- 1997: Silvester 2000
- 1998: Gries – Saturday Night Fever in Neukölln
- 1998: History Repeating – Geh' die Straße der Erinnerung
- 1999: Der Bimmler von West Bérlôen
- 1999: Silvester 2001
- 2001: Uptown Tussis – They're Doin' It Anyway
- 2001: Comedy für Deutschland – Triumph des Humors
- 2002: Drei Engel für Ali: Drei Frauen, zwei Fälle, ein FrisurenFinish!
- 2002: We Are Family

## Fernsehauftritte (Auswahl)
- 1992: FAB – Bericht mit Interviews/Ausschnitten zu Drei Drachen vom Grill
- 1993: ORB (Tip-TV) – Gastauftritt Edith & Hotte
- 1994: IA – Bericht mit Interviews/Ausschnitten zu Babsi statt Böller
- 1994: DW-TV – Ausschnitte aus Muttis Rache live im Studio
- 1994: DW-TV – Portrait
- 1994: IA – Bericht mit Interviews/Ausschnitten zur Bratenshow
- 1995: ORB (Tip-TV) – Bericht mit Interviews/Ausschnitten zu Gänsehaut
- 1996: puls-TV – Bericht mit Interviews/Ausschnitten zu Croco Diabolo
- 1997: ProSieben (Arabella) – Gastauftritt
- 1997: FAB (Romeos) – Bericht mit Interviews/Ausschnitten zu Croco Diabolo
- 1997: TV.B – Bericht mit Interviews/Ausschnitten zu Silvester 2000
- 1997: n-tv – Bericht mit Interviews/Ausschnitten zu Silvester 2000
- 2002: 3sat – Bericht mit Interviews/Ausschnitten zu We Are Family